# Abrigo (álbum)
Abrigo es el quinto álbum de estudio de la banda de rock chilena Congelador, lanzado en 2008 bajo su propio sello independiente Quemasucabeza.

## Lista de canciones
Todas las canciones escritas y compuestas por Congelador. 
| Cuatro |               |          |  |
| N.º    | Título        | Duración |  |
| 1.     | «Abrigo»      | 5:47     |  |
| 2.     | «Pasajero»    | 2:17     |  |
| 3.     | «Suelo»       | 12:20    |  |
| 4.     | «Bose»        | 5:19     |  |
| 5.     | «Tonificador» | 1:57     |  |
| 6.     | «Normandía»   | 7:23     |  |
| 35:03  |               |          |  |

## Créditos
Intérpretes
- Walter Roblero: bajo, voces de fondo
- Daniel Riveros: batería en 1, 3, 6, voz en 2, 4
- Jorge Santis: batería, voces de fondo
- Rodrigo Santis: guitarra, voz, teclados

Otros
- Rodrigo Santis: mezclas, producción
- Ariel Díaz: productor ejecutivo
- Cristián Rebolledo: grabación
- Gonzalo González: masterización
- Daniel Riveros: concepto gráfico
- Agradecimientos: Ariel Díaz, Daniel Riveros, amigos y familias.